# El-Aaiún
El-Aaiún eller al-Ayun (arabiska: العيون, al-Uyun, al-Ayun; spanska: El Aaiún; franska: Laâyoune), är den inofficiella huvudstaden i Västsahara, ett område som sedan den 27 februari 1976 ockuperas av Marocko. Den är Västsaharas största stad och folkmängden uppgick år 2014 till cirka 218 000 invånare. El-Aaiún, som ligger cirka 30 kilometer från Atlanten, i Saharaöknen, har stor export av fosfat från fyndigheter i området.